# Ordinatio imperii

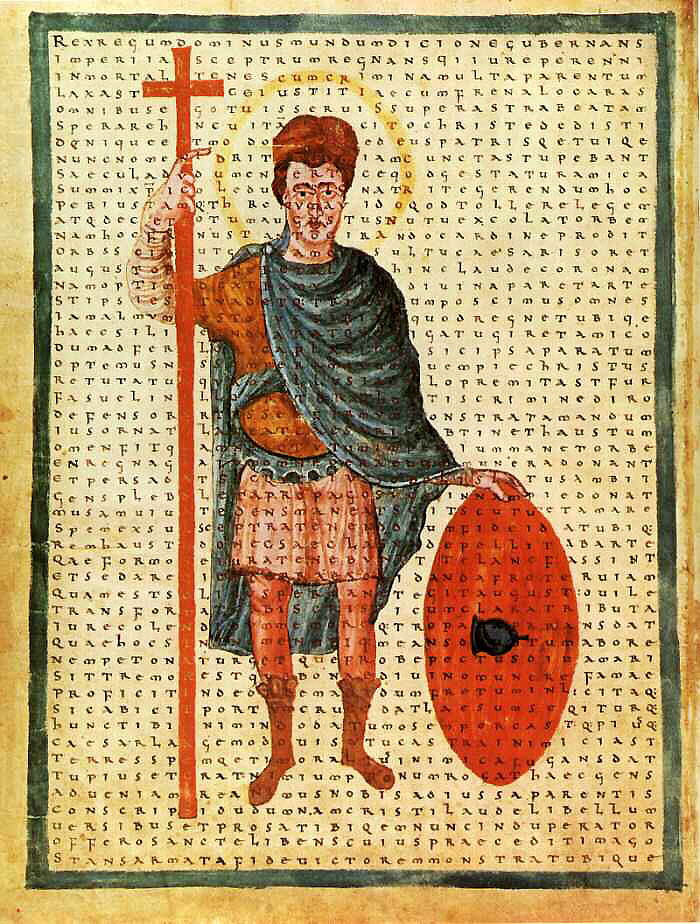
Císař a král Ludvík Pobožný jako miles Christi („Kristův voják“) v rukopise Hrabana Maura z roku 826

Ordinatio imperii (tj. Uspořádání říše) byl zákon upravující nástupnictví na trůn, který vydal Ludvík I. Pobožný, aby přispěl ke stabilitě Franské říše. Kapitulář o 18 kapitolách vyhlásil v srpnu roku 817 na sněmu v Cáchách se souhlasem šlechty a církve. Podle tohoto nařízení měl korunu Franské říše zdědit jeho nejstarší syn, zatímco mladší sourozenci se měli stát pouze správci menších území pod jeho kontrolou. Sám Ludvík tento zákon porušil v roce 829.

## Okolnosti
Ludvík vydáním zákona sledoval pojetí panující v církvi, že ideálem má být jednota křesťanství a vládce. Mohl se též spolehnout na podporu vysoké šlechty, která se obávala, že rozdělením říše by také ona mohla utrpět ztráty na majetku. Ordinatio imperii rušilo dosavadní způsob dělení majetku, tj. stávajícího království mezi potomky rovným dílem, s cílem udržet jednotu Franské říše. Podle tohoto principu se Ludvíkovým spoluvládcem a později samostatným císařem stal jeho prvorozený syn Lothar I., zatímco jeho mladší bratři Pipin I. a Ludvík II. se měli stát podřízenými králi v údělech.
Vláda v říši byla rozdělena mezi Ludvíka a jeho tři syny takto: nejstarší Lothar jako otcův spoluvládce obdržel největší část říše – Itálii, Neustrii, Austrasii a další oblasti v Německu (z nich později vznikla Středofranská říše). Druhorozený Pipin I. dostal Akvitánii, toulouskou marku a také čtyři hrabství: Carcassonne v Septimánii a Autun, Avalon a Nevers v Burgundsku (zhruba Západofranská říše). Nejmladší syn Ludvík II. dostal Bavorsko, Korutany (pozdější Východofranská říše), podmaněné Čechy, Avary a Slovany, „kteří jsou na východ od Bavorska“. Rozdělení bylo doplněno řadou podmínek, např. že úděly mladších bratrů po jejich smrti nepřejdou na jejich dědice, ale budu rozděleny mezi zbylé žijící bratry.
Poté, co se roku 821 druhou manželkou Ludvíka I. Pobožného stala Judita Bavorská, se kterou měl syna Karla Holého (* 823), přestal sám Ludvík Pobožný Ordinatio imperii dodržovat. S největší pravděpodobností pod vlivem své manželky prosadil roku 829  na úkor Ludvíka Němce samostatný úděl pro Karla, který dostal do držení Alsasko, Burgundsko a Švábsko. To Lothar I., jeho bratři i nejvyšší šlechta („říšská aristokracie“) odmítli akceptovat; situace vedla v roce 830 k otevřené vzpouře synů proti svému otci a posléze přispěla k rozdělení říše, které v roce 843 stanovila kompromisní Verdunská smlouva.